# Mareshal Zongo
Pour les articles homonymes, voir Zongo (homonymie).
Mareshal Zongo ou Gnamian Bi, de son vrai nom Nestor Gole, est un humoriste, chanteur et producteur ivoirien. Membre du groupe humoriste Zongo et Tao, il est président de l'Association des Humoristes Professionnels de Côte d'Ivoire (AHPCI) et conseiller artistique chargé de l'Humour au Marché des Arts du Spectacle d’Abidjan (Festival MASA).

## Biographie
Originaire de Bonon dans l'ouest de la Côte d'Ivoire, Mareshal Zongo est investi dans les activités culturelles et artistiques depuis son jeune âge[réf. nécessaire]. En 1995, le public le découvre dans l'émission Dimanche passion au Djeli Théâtre. L'émission humoristique sur la Radiodiffusion télévision ivoirienne (RTI) lance la carrière de célèbres artistes humoristes comme Gbi de Fer. À la suite de son premier succès, il lance avec un ami, un certain Bernard Tao, le groupe Zongo et Tao. Le groupe Zongo et Tao sort deux albums humoristiques fait de sketchs et de chansons en 1999 et en 2002.  
La rencontre avec le métier de production se fait en 2010. Maréchal Zongo, après une formation de la Deutsche Welle, se lance dans la production et l'animation audiovisuelle. Il réside alors au Mali et produit l'émission Le journal télé de Zongo sur la chaîne de télévision panafricaine Africable et entame une carrière d'un nouveau genre de maitre de cérémonies avec les festivals de la sous-région comme Jazz à Ouaga, Ciné droit Libre. Son premier spectacle solo en 2013 est intitulé Attention, je me marie, un one-man-show dans lequel il passe par les anecdotes liées au mariage et à la vie de couple pour dénoncer des problèmes de société. Au cours des conférences de presse du spectacle, il confirme que le groupe Zongo et Tao va bien.  
De retour en Côte d'Ivoire, il lance le Bassam comedy club pour ouvrir la scène à de jeunes humoristes. Le premier album solo de Mareshal Zongo sort en 2015 . Yes ! I chante est un album crée entre le Mali, le Burkina Faso et la Côte d'Ivoire, mixant humour, rythmes traditionnels, zouglou, reggae et dancehall. Il y témoigne notamment de son amour pour le ⁣⁣Mali⁣⁣, pays qui l'a accueilli pendant la crise ivoirienne[réf. nécessaire]. 
Devenu incontournable sur la scène artistique ivoirienne avec une expérience de la scène humoristique internationale[réf. nécessaire], il est nommé conseiller artistique du Marché des Arts du Spectacle d’Abidjan (Masa). Maréchal Zongo enchaine les créations en collaboration avec d'autres artistes africains : Un mari pour ma fille en 2016, « Immigration – Rester ou partir derrière l'eau » en 2018. Au titre de ces nombreuses ⁣⁣collaborations⁣⁣, des artistes de toute l'Afrique, avec qui il est en cocréation, metteur en scène ou directeur artistique[incompréhensible]. Il collabore avec l'artiste Kientega Pingdéwende Gérard du Burkina Faso dans les éditions du festival Ciné droit libre ou sur des projets artistiques comme Conte à l'école à Ouagadougou ou Supiim ,. 

### Zongo et Tao
Créé en 1999, le groupe Zongo et Tao est l'un des groupes humoristiques les plus célèbres d'Afrique francophone. Maréchal Zongo, de la troupe Djeli théâtre et le second, Bernard Tao dit Tao le sapeur, de la troupe Bébé Gaté se sont rencontrés grâce à l'émission Dimanche passion, une émission ivoirienne consacrée à l'humour. Auteur de deux albums sortis en 1999 et en 2002, le groupe a créé une dizaine de spectacles en 20 ans de carrière. Très engagé dans ses sketches, le groupe s'attaque à l'analphabétisme, aux injustices, à la corruption, à l'intolérance religieuse, aux violences en politique et d'autres sujets sensibles selon l'actualité ivoirienne, mais aussi sous-régionale. Maréchal Zongo est une caricature de l'analphabète Mossi et Tao, celui d'un intellectuel africain qui est bègue, et ensemble, ils occupent à la fois les petits écrans, les scènes de théâtre, de sensibilisation, les radios, tout en collaborant sur des projets artistiques avec des institutions nationales et internationales. Le groupe est sacré meilleur humoriste de l'événement culturel de reconnaissance des talents Top d'Or en 2005.

### Engagements
Avec son camarade Tao, Maréchal Zongo a exploré de nombreux thèmes dans leur création artistique. Il est notamment engagé dans les droits de l'homme avec le festival Ciné droit libre dont il est ambassadeur depuis 2016. Son combat actuel[Quand ?] est la migration irrégulière avec un projet comprenant un single, un spectacle one man show, et une tournée. le single Kabako est sorti en janvier 2020. 
Le projet est soutenu par le dispositif « Visa pour la création » de l'Institut français de Paris et l'artiste collabore avec l'ONG AVSI[réf. nécessaire].

## Spectacles

### Solo
- 2018 : Immigration – Rester ou partir derrière l'eau, Théâtre, Masa
- 2019 : Pour te dire je t'aime, one man show, à Ouagadougou[10]
- 2020 : Immigration Kabako, Abidjan

## Discographie

### Solo
- 2020 : Kabako, single